# Appendice (testo)
L'appendice (più raramente addendum) è, in ambito editoriale, una sezione aggiunta dopo la fine di un testo come utile riferimento di carattere informativo e documentario. L'appendice può trovarsi sia nei saggi come nei romanzi.
Nei libri o nei manuali, l'appendice viene solitamente utilizzata: 
- per inserire chiarimenti, errata corrige e ulteriori informazioni sul testo, come ad esempio un glossario;
- per fornire strumenti di consultazione diversi dal sommario, come ad esempio gli indici analitici.

In alcuni casi, per opere complesse come dizionari o enciclopedie, l'appendice può essere pubblicata in un volume separato, anche dopo diverso tempo dalla pubblicazione dell'opera originaria, come aggiornamento dell'opera stessa. 
Nel XIX e in parte del XX secolo anche i quotidiani avevano un'appendice: lo spazio ad essa dedicato era il taglio basso di una pagina (quando i quotidiani avevano sei-otto pagine); venivano pubblicati scritti di vario genere, per lo più leggeri, come i romanzi d'appendice. Le opere che avevano successo potevano essere collocate anche nel taglio basso della prima pagina.